# Кліт-імітатор шершеневидний
Клі́т-іміта́тор шершеневи́дний (лат. Plagionotus detritus Linnaeus, 1758) — вид жуків з родини вусачів.

## Хорологія
Хорологічно P. detritus входить до групи пан'європейських видів у європейському зооґеографічному комплексі. Ареал охоплює Європу, Кавказ, Малу Азію, Західну Росію, Близький Схід. У Карпатському Єврорегіоні України P. detritus є звичайним видом для передгірних районів та букового поясу. 

## Екологія
Жуки зустрічаються на ослаблених деревах, свіжих пнях, вітровалах та зрубах, колених полінах, дуже рідко – на квітах. Поведінкою та забарвленням імітують шершня. Літ триває з червня по серпень. Личинки розвиваються в стовбурах дуба й інших листяних порід.

## Морфологія

### Імаго
Вусики товсті, заходять за середину надкрил, частина їх члеників з витягнутими в зубчики зовнішніми вершинними кутами. Передньоспинка поперечна. Епістерни задньогрудей короткі і широкі. Ноги товсті, помірно довгі. Стегна, окрім лежачих волосків, покриті, на нижній стороні, ще й довгими стоячими волосками. Надкрила зі світлими перев'язями.

### Личинка
Личинка: тіло жовтувато-коричневе, вкрите короткими щетинками. З кожної сторони голови по три вічка. Поверхня гіпостому в поперечних борозенках. Верхня губа округло-серцеподібна. Основа пронотуму з дрібними поздовжніми борозенками. Ноги маленькі, 3-членикові.

## Життєвий цикл
Життєвий цикл триває 2 роки.

## Підвиди
1. Plagionotus detritus caucasicola Plavilstshikov, 1940 — поширений на Кавказі;
2. Plagionotus detritus detritus (Linnaeus, 1758) — поширений у Європі.